# Yelverton Tegner (1877–1961)

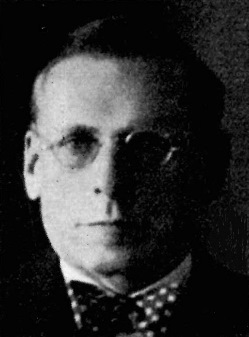
Yelverton Tegner.

Karl Yelverton Tegner, född 10 december 1877 i Liverpool, död 12 november 1961 i Växjö, var en svensk läkare. 

## Biografi
Tegner, som var son till sjömanspastor Per Gustaf Tegner och Kristina Janzon, avlade mogenhetsexamen 1896 samt blev medicine kandidat 1903 i Uppsala och medicine licentiat i Stockholm 1909. Han var tillförordnad amanuens vid Stockholms epidemisjukhus 1908, lasarettsunderläkare i Växjö 1909–1912, därunder tillförordnad lasarettsläkare sju månader, biträdande provinsialläkare i Växjö distrikt 1914–1919, skol- och järnvägsläkare i Växjö 1915, läkare vid Reservespital XV i Wien 1916, civil läkarstipendiat av första klassen 1920 samt provinsialläkare i Växjö distrikt och biträdande förste provinsialläkare i Kronobergs län 1930–1940. Han var även läkare vid hantverksskolan i Växjö för blinda kvinnor från 1935. Han var ledamot av stadsfullmäktige i Växjö stad 1919.
Tegner ingick 1917 äktenskap med Gertrud Corneille och var far till läkaren Sven-Olof Tegner, byrådirektören Göran Tegner, majoren Nils Tegner och läkaren Karl-Bertil Tegner.